# Hillman

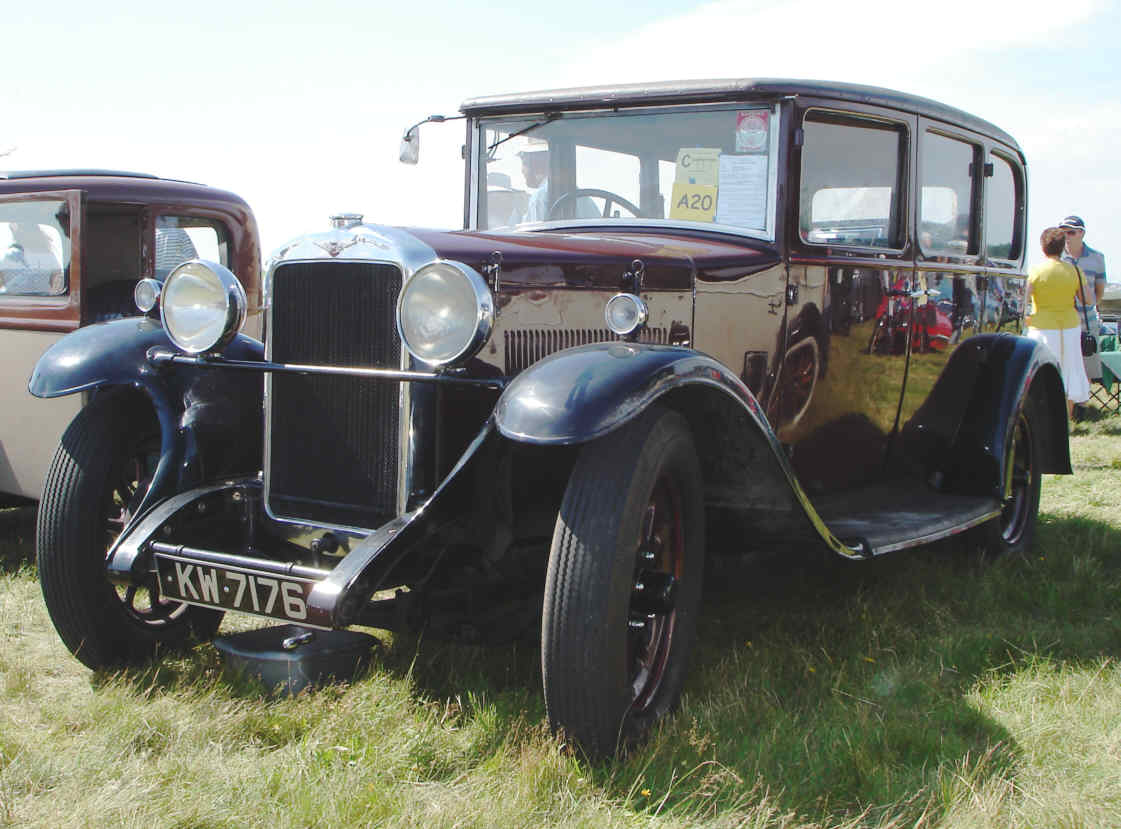
Hillman 14 1929

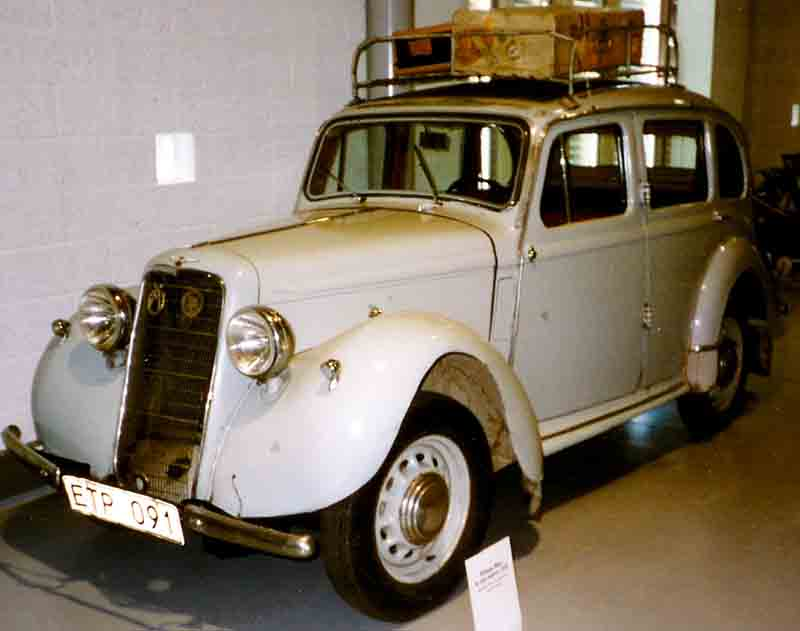
Hillman Minx De Luxe 4-Door Saloon 1936

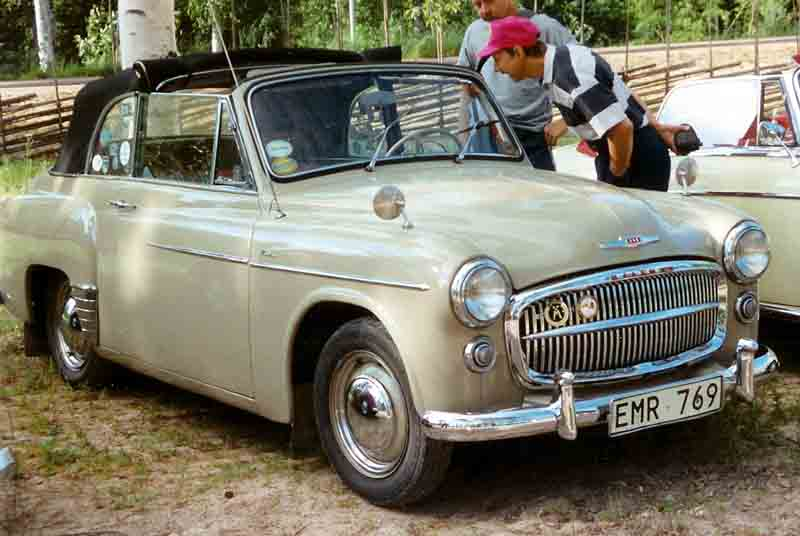
Hillman Minx Mark VIII Drophead 1955

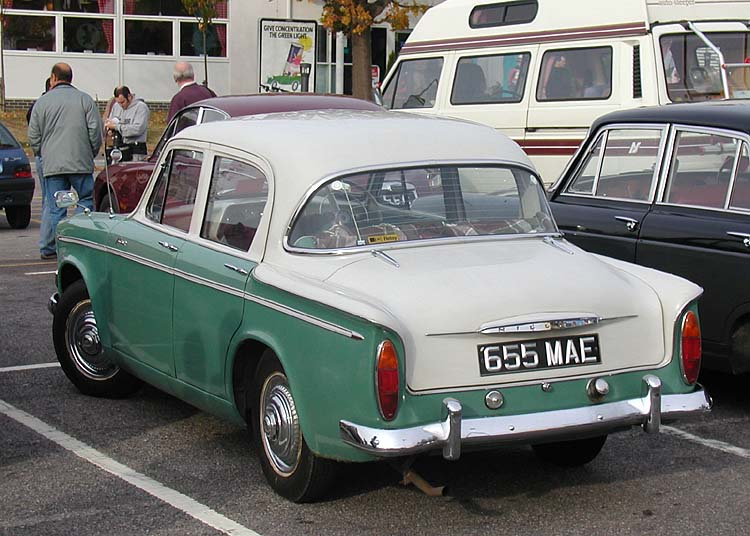
1961 Hillman Minx

Hillman foi uma famosa marca de automóveis britânica pertencente ao Grupo Rootes. Sua linha de montagem ficava localizada em Ryton-on-Dunsmore, nas proximidades de Coventry, Inglaterra e a marca foi utilizada entre 1907 e 1976. 
Em 1967 a Chrysler comprou o controle do grupo Rootes e o primeiro produto desta nova fase foi o Avenger de 1970. 
Em 1979 a Chrysler vendeu seu portfolio europeu para a Peugeot, que passou a comercializar o Avenger como um modelo da Talbot.
A Peugeot mantém até hoje os direitos sobre a marca Hillman.

## Modelos
- Hillman 40 hp 1907-1911
- Hillman 25 hp 1909-1913
- Hillman 12/15 1909-1913
- Hillman 9 hp 1913-1915
- Hillman 10 hp 1910
- Hillman 13/25 1914
- Hillman 11 1915-1926
- Hillman 10 hp Super Sports 1920-1922
- Hillman 14 1925-1930
- Hillman 20 1928-1931
- Hillman Vortic 1931-1932
- Hillman Wizard 65/75 1931-1933
- Hillman Minx 1932-1966
- Hillman Super Minx 1961-1965
- Hillman 16/20 1934-1936
- Hillman Hawk 1936-1937
- Hillman 80 1936-1938
- Hillman 14 1938-1940
- Hillman Husky 1954-1963
- Hillman Imp 1963-1976
- Hillman Gazelle 1966-1967 (Austrália)
- Hillman Hunter 1966-1979
- Hillman Arrow 1967-1968 (Austrália)
- Hillman Avenger 1970-1981
- Hillman Hustler 1971-1972 (Austrália)